# La Serva Padrona

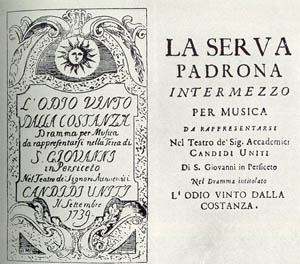
Titelpagina van het programmaboekje voor de eerste uitvoering van La Serva Padrona

La Serva Padrona is een opera buffa uit 1733 van Giovanni Battista Pergolesi. Het libretto werd geschreven door Gennaro Antonio Federico en was gebaseerd op een theaterstuk van Jacopo Angello Nelli.
De opera duurt slechts 45 minuten en was oorspronkelijk bedoeld om gespeeld te worden als intermezzo tussen twee actes van een grotere opera.
De première vond plaats in het Teatro San Bartolomeo te Napels in het jaar 1733. Het werd toen gespeeld als intermezzo voor Pergolesi's Il prigionier superbo, een opera seria. De rol van Uberto, een oude vrijgezel, werd gespeeld door Gioacchino Corrado. Serpina, Uberto's dienstmeid, werd gezongen door Laura Monti.
Toen het stuk in 1752 werd opgevoerd in Parijs, vormde het de aanleiding voor de zogenaamde Querelle des bouffons (ruzie van de komieken) tussen aanhangers van de serieuze Franse opera van componisten als Jean-Baptiste Lully en Jean-Philippe Rameau en aanhangers van nieuwe Italiaanse komische opera als Jean-Jacques Rousseau. Pergolesi diende als voorbeeld voor de laatste stijl tijdens deze ruzie die de muziekgemeenschap van Parijs twee jaar lang verdeeld hield.